# Xã Boone, Quận Lake of the Woods, Minnesota
Xã Boone (tiếng Anh: Boone Township) là một xã thuộc quận Lake of the Woods, tiểu bang Minnesota, Hoa Kỳ. Năm 2010, dân số của xã này là 36 người.